# Hugo Villanueva
Hugo Villanueva   (Santiago de Xile, 9 d'abril de 1939 - 23 de juny de 2024) va ser un futbolista xilè. Va formar part de l'equip xilè a la Copa del Món de 1966.